# Amenemhat (hijo de Tutmosis IV)
| M17 | Y5 · N35 | G17 | F4 · X1 · Z1 |

| M17 | Y5 · N35 | G17 | F4 · X1 · Z1 |

Amenemhet (literalmente «Amón es lo primero») fue un príncipe egipcio, de la XVIII dinastía, hijo de Tutmosis IV y Mutemuia.
Está representado en la tumba tebana TT64, que es la tumba de los tutores reales Heqareshou y su hijo Heqa-erneheh. Murió joven y fue enterrado en la tumba de su padre en el valle de los Reyes, la tumba KV43, al lado de su padre y una hermana llamada Tentamon; sus vasos canopos, y un fragmento de uno de su hermana, se encontraron allí.